# Canal de Craponne
El Canal de Craponne, és un canal situat al departament de les Boques del Roine, que uneix el riu Roine amb el riu Durance a partir d'Arle. Amb una branca també es comunica amb l'Estany de Berre, cosa que fa que es creï una illa a sota de Salon-de-Provence. El seu nom prové de l'enginyer provençal que el va idear, Adam de Craponne.

## Història
Adam de Craponne va començar els treballs el 1554. El canal sortia del riu Durance, al costat de la Roca d'Anthéron, segueix cap al sud per franqujar el pas de Lamanon. L'aigua del canal alimentava les fonts de Salon-de-Provence i també donava aigua als sòls àrids de la Crau, al sud de les Alpilles, abans d'arribar a l'Estany de Berre a través d'un recorregut molt sinuós.
Aquest canal va servir per a Pierre-Paul Riquet per a construir el Canal del Migdia.